# T-28
T-28 là một loại xe tăng hạng trung nhiều tháp pháo của Liên Xô. Nguyên mẫu được hoàn thành vào năm 1931 và bắt đầu được sản xuất vào cuối năm 1932. Nó là một chiếc xe tăng hỗ trợ bộ binh nhằm đột phá các hệ thống phòng thủ kiên cố. T-28 được thiết kế để bổ sung cho T-35 nặng hơn (cũng có nhiều tháp pháo), mà nó có chung thiết kế tháp pháo. Loại xe này không đạt được thành công lớn trong chiến đấu, nhưng nó đóng một vai trò quan trọng như một dự án phát triển cho các nhà thiết kế xe tăng Liên Xô. Một loạt các ý tưởng và giải pháp mới được thử nghiệm trên T-28 sau đó đã được đưa vào các mẫu máy bay tương lai.
T-28 có nhiều điểm giống với xe tăng Độc lập Vickers A1E1 của Anh, loại xe tăng này có ảnh hưởng lớn đến thiết kế xe tăng trong thời kỳ giữa các cuộc chiến tranh, mặc dù chỉ có một nguyên mẫu duy nhất được sản xuất vào năm 1926. Nhà máy Kirov ở Leningrad bắt đầu sản xuất một chiếc xe tăng dựa trên thiết kế của British Independent vào năm 1932. Xe tăng T-28 chính thức được phê duyệt vào ngày 11 tháng 8 năm 1933. T-28 có một tháp pháo lớn với súng 76,2 mm và hai tháp pháo nhỏ hơn với súng máy 7,62 mm. Tổng cộng 503 xe tăng T-28 đã được sản xuất trong khoảng thời gian 8 năm từ năm 1933 đến năm 1941.
| Tổng số xe tăng Т-28 được sản xuất theo năm | Tổng số xe tăng Т-28 được sản xuất theo năm | Tổng số xe tăng Т-28 được sản xuất theo năm | Tổng số xe tăng Т-28 được sản xuất theo năm | Tổng số xe tăng Т-28 được sản xuất theo năm | Tổng số xe tăng Т-28 được sản xuất theo năm | Tổng số xe tăng Т-28 được sản xuất theo năm | Tổng số xe tăng Т-28 được sản xuất theo năm | Tổng số xe tăng Т-28 được sản xuất theo năm | Tổng số xe tăng Т-28 được sản xuất theo năm | Tổng số xe tăng Т-28 được sản xuất theo năm |
| ------------------------------------------- | ------------------------------------------- | ------------------------------------------- | ------------------------------------------- | ------------------------------------------- | ------------------------------------------- | ------------------------------------------- | ------------------------------------------- | ------------------------------------------- | ------------------------------------------- | ------------------------------------------- |
| Năm                                         | Số liệu                                     | 1933                                        | 1934                                        | 1935                                        | 1936                                        | 1937                                        | 1938                                        | 1939                                        | 1940                                        | Cộng                                        |
| Số lượng theo kế hoạch (chiếc)              |                                             | 90                                          | 50                                          | 30                                          | 100                                         | 80                                          | 90                                          | 135                                         | —                                           | —                                           |
| Số lượng thực tế (chiếc)                    | РГАЭ                                        | 41                                          | 51*                                         | 32                                          | 101                                         | 46                                          | 100                                         | 140                                         | 13                                          | 524                                         |
| Số lượng thực tế (chiếc)                    | ГАБТУ                                       | 41                                          | 50                                          | 32                                          | 101                                         | 39                                          | 96                                          | 131                                         | 12**                                        | 502                                         |
| Số lượng sửa chữa tại nhà máy (chiếc)       |                                             | —                                           | ?                                           | ?                                           | ?                                           | 14                                          | 50                                          | 24                                          | 96                                          | —                                           |
| Sản xuất phụ tùng, linh kiện (rubl)         |                                             | —                                           | 500                                         | 1000                                        | 2172                                        | 4000                                        | 8200                                        | 6530                                        | —                                           | 22 402                                      |